# Péter Vánky
Péter István Vánky (Târgu Mureș, 28 luglio 1968) è un ex schermidore svedese, specializzato nella spada. Ha vinto due medaglie d'argento ed una di bronzo ai Campionati mondiali di scherma.

## Biografia
Nacque a Târgu Mureș in Romania. Fu tesserato per la Djurgårdens Idrottsförening, polisportiva dell'isola di Djurgården a Stoccolma.
Rappresentò la Svezia a quattro edizioni consecutive dei Giochi olimpici estivi: Seul 1988, Barcellona 1992, Atlanta 1996Sydney 2000, senza mai riuscire a salire sul podio.

## Palmarès
- Mondiali

La Chaux de Fonds 1998: argento nella spada individuale;
Seul 1999: argento nella spada individuale;
L'Avana 2003: bronzo nella spada a squadre;
- Europei

Keszthely 1995: bronzo nella spada individuale;
Danzica 1997: bronzo nella spada individuale;